# コノハガニ
コノハガニ（木の葉蟹、学名：Huenia heraldica） は、十脚目・モガニ科に分類されるカニの一種。

## 分類
1837年、ウィレム・デ・ハーンは日本動物誌において Maja (Huenia) heraldica と Maja (Huenia) elongata の2種を新種として記載した。しかし後に、この2種は同一種であり M. (H.) heraldica が雌、M. (H.) elongata が雄であることが判明した。このため1839年、デ・ハーンはM. (H.) proteusを新たに本種の学名とした。だが、国際動物命名規約では1839年の記載は無効であり、M. (H.) heraldica と M. (H.) elongata のどちらかを有効名としなければならなかった。1987年にこの作業が行われ、Huenia heraldica が本種の正式な学名となった。なお、この間にHuenia亜属は属に昇格されている。

## 分布
インド洋、南太平洋、オーストラリア、紅海、ハワイに分布する。

## 特徴
水深3-140mのサンゴ礁や岩礁、砂礫底など藻類や海草が生えている場所に生息する。
甲長3cmほど。体色は緑色・褐色・紅色とさまざまで、額に海藻をくっつけることもあり、藻類や海草に紛れ込むと発見は難しくなる。背負う海藻はサボテングサ属であることが多い。オスとメスとで甲の形が異なり、オスは二等辺三角形となる。
主に夜に活動する。
近縁種にナガイコノハガニHuenia nagaiiやトヨシオコノハガニHuenia toyoshioaeがいる。
寄生虫としてフクロムシ属の1種Sacculina pulchellaが知られている。